# Société mondiale de protection des animaux
 (février 2012).
Si vous disposez d'ouvrages ou d'articles de référence ou si vous connaissez des sites web de qualité traitant du thème abordé ici, merci de compléter l'article en donnant les références utiles à sa vérifiabilité et en les liant à la section « Notes et références ».

La Société mondiale de protection des animaux, en anglais « World Society for the Protection of Animals (WSPA) », est une organisation non gouvernementale internationale à but non lucratif, visant à la défense et au bien-être des animaux, mais aussi une fédération regroupant plus de 900 organismes similaires, actifs dans plus de 150 pays. 

## Organisation
La WSPA dispose de treize filiales situées en : Australie, Brésil, Canada, Colombie, Costa Rica, Danemark, Allemagne, Pays-Bas, Nouvelle-Zélande, Tanzanie, Thaïlande, États-Unis et le Royaume-Uni. Le siège principal se trouve à Londres.

### Histoire
La WSPA a été créée en 1981 à la suite de la fusion de deux organisations de protection des animaux, la « World Federation for the Protection of Animals (WFPA) » fondée en 1953 et la « International Society for the Protection of Animals (ISPA) » fondée en 1959.

## Campagnes

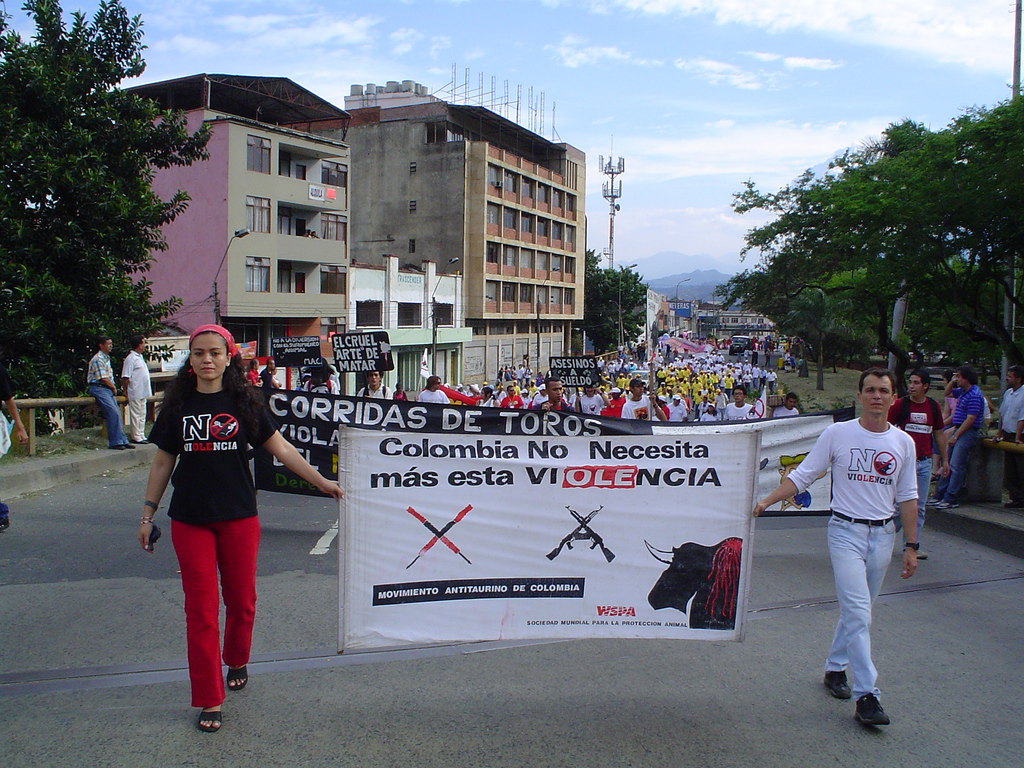
Juin 2005, Cali, Colombie, deux militants anti-corrida arborent une banderole de la WSPA ou il est inscrit: « La Colombie n'a pas besoin de plus de violence »

Bien que la WSPA lutte contre toutes formes de cruauté visant les animaux en général, elle organise également des campagnes ciblant des cruautés à animaux plus spécifiques, telles que la corrida, les combats d'ours, la chasse à la baleine, la capture et la détention de dauphins, l'élevage intensif et les mauvais traitements infligés aux animaux dressés et apprivoisés.